# モフセン・ベンガル
モフセン・ベンガル（ペルシア語: محسن بنگر, ラテン表記：Mohsen Bengar、1979年7月6日 - ）は、イラン、ノウシャフル出身の元同国代表プロサッカー選手。現役時代のポジションはセンターバック。
スピードにはかけるが、的確なポジショニングと先読み能力に長ける。相手陣内ではハーフウェーライン付近からもロングスローを担当する。

## 所属クラブ
- Shemushack Noshahr　2001-2004
- フーラッド・モバラケ・セパハンFC　2004-2012
- ペルセポリスFC　2012-2016
- トラークトゥール・サーズィーFC 2016-2017
- ナフト・テヘランFC 2017-2018
- FCパース・ジョノビ・ジャム 2018-2019